# 雪舟サミット
雪舟サミット（せっしゅうサミット）は、1990年、雪舟ゆかりの自治体が集まり発足した市町村サミット。第1回サミットは岡山県総社市で開催された。第14回（2013年）以降は6市（益田市、井原市、総社市、三原市、山口市、防府市）で構成されている。

## 参加自治体
2022年現在、6市がサミットを構成している。
- 益田市
- 井原市
- 総社市
- 三原市
- 山口市
- 防府市

## 開催地一覧
- 総社市（第1回）
- 益田市（第2回）
- 山口市（第3回）
- 川崎町（第4回）
- 大野町（第5回）
- 芳井町（第6回）
- 総社市（第7回）
- 益田市（第8回）
- 山口市（第9回）
- 川崎町（第10回）
- 山口市（第11回）
- 豊後大野市（第12回）
- 井原市（第13回）
- 総社市（第14回）
- 益田市（第15回）
- 三原市（第16回）
- 防府市（第17回）
- 総社市（第18回）